# Black Is King
Black Is King è un film musical e album visivo realizzato da Beyoncé nel 2020 e pubblicato come esclusiva per il portale Disney+ a partire dal 31 luglio. Il film è stato realizzato in concerto dalla Walt Disney Pictures e dalla Parkwood Entertainment. L'opera fa da supporto visivo all'album della cantante, The Lion King: The Gift, colonna sonora ispirato al remake live action del classico Disney Il re leone, in cui Beyoncé interpreta il personaggio di Nala nella lingua originale, in questo modo il musical è entrato a far parte del franchise de Il re leone.
A livello globale il film è stato distribuito da Disney+, sebbene nel continente africano è andato in onda su alcuni canali televisivi il giorno successivo alla sua pubblicazione. Nel film sono presenti dei cameo di personaggi famosi, alcuni in veste di interpreti dei brani presenti, tra cui il marito della cantante Jay-Z e la figlia Blue Ivy, oltre che di Wizkid, Shatta Wale, Pharrell Williams, Burna Boy, Tiwa Savage, Yemi Alade e Jessie Reyez. Altri cameo presenti sono la madre Tina Knowles, Douz, Kelly Rowland, Lupita Nyong'o e Naomi Campbell.
Il film ha ricevuto il plauso della critica, con elogi per la regia di Beyoncé, la fotografia, la colonna sonora, i costumi e i temi culturali affrontati, venendo riconosciuto con un Primetime Emmy Awards, un Art Directors Guild Awards, un Set Decorators Society of America Awards, e venendo candidato a un Grammy Awards. Inoltre i brani e i video relativi estratti hanno ottenuto ampio sostegno dalla critica, tra cui la colonna sonora del remake live action Spirit, Brown Skin Girl e Black Parade.

## Trama
Un giovane re africano è strappato via dalla propria famiglia e lasciato in balia di un mondo che ha dimenticato la magia del perdono. Egli intraprenderà dunque un viaggio fra tradimenti, amore e ricerca della propria identità, guidato dai suoi antenati e dal suo candore infantile. La storia è raccontata dalle voci di alcuni artisti neri contemporanei.

## Personaggi

### Principali
- Beyoncé interpreta lo spirito guida, una figura materna ancestrale[6][13]
- Folajomi Akinmurele interpreta il giovane principe, ispirato al personaggio Simba[13]
- Nyaniso Ntsikelelo Dzedze nel ruolo del principe adulto, ispirato al personaggio Simba[13]
- Stephen Ojo nel ruolo dell'uomo blu, rappresentazione del subconscio del principe[13]
- Nandi Madida interpreta l'amata del principe, ispirato al personaggio Nala[13]
- Warren Masemola interpreta il tiranno che si impadronisce del regno, ispirato al personaggio Scar[13]
- Sibusiso Mbeje nel ruolo del padre del principe, ispirato al personaggio Mufasa[13]
- Connie Chiume nel ruolo della madre del principe, ispirato al personaggio Sarabi[13]
- Mary Twala l'anziano saggio, ispirato al personaggio Rafiki[13]
- Fumi Odede l'aiutante del principe, ispirato a Timon e Pumbaa[13]

### Apparizioni come interpreti dei brani
- Jay-Z
- Blue Ivy Carter
- Yemi Alade
- Jessie Reyez
- Shatta Wale
- Salatiel
- Pharrell Williams
- Wizkid
- Tiwa Savage
- Ernestine Shepherd
- Ozie Nzeribe
- Mr Eazi
- Nija
- Tierra Whack
- Burna Boy
- Busiswa
- Moonchild Sanelly

### Cameo
- Tina Knowles
- Rumi Carter
- Sir Carter
- Kelly Rowland
- Lord Afrixana
- Naomi Campbell
- Adut Akech
- Aweng Chuol
- Lupita Nyong'o

## Antefatti
Il 19 luglio 2019, Il re leone, remake fotorealistico in animazione digitale dell'omonimo film della Disney animato del 1994, è stato distribuito nelle sale negli Stati Uniti. Lo stesso giorno, un album tie-in di accompagnamento intitolato The Lion King: The Gift è stato pubblicato da Parkwood Entertainment e Columbia Records.
Alla pubblicazione di The Lion King: The Gift, Beyoncé l'aveva definito come «la prima colonna sonora in grado di creare delle immagini direttamente nella tua testa», in cui alla celebre storia del Re leone, viene letta sotto nuove prospettive: «volevo che ogni persona potesse vedere in questi brani la propria versione della storia, che gli permettesse di dare un'interpretazione personale alla vicenda del film». Beyoncé ha descritto l'album anche come una «lettera d'amore all'Africa, ricco dei più grandi talenti provenienti da quel continente», riferendosi alla presenza nel disco di artisti come Burna Boy, Yemi Alade, Tiwa Savage, Wizkid ed altri interpreti africani.
L'album, viene anticipato dalla colonna sonora del film, Spirit, pubblicato il 10 luglio 2019, che riscuote il sostegno della critica, venendo candidato a numerose premiazioni cinematografiche, tra cui ai Golden Globe, Critics' Choice Awards, Satellite Award, oltre ad essere selezionato nella prima lista di brani canditati all'Oscar alla migliore canzone del 2020. Il 23 luglio 2019 viene pubblicato il secondo singolo, Brown Skin Girl, con la collaborazione della figlia Blue Ivy, e dei rapper Saint Jhn e Wizkid. Il video del brano viene reso disponibile a seguito della promozione del film Black is King il 24 luglio 2020.

## Produzione
Parlando strettamente di quest'opera visiva, Beyoncé ha affermato che è il frutto di un lavoro quotidiano durato anni in cui ha filmato, fatto ricerche e portato avanti il processo di montaggio "giorno e notte". Beyoncé afferma anche che le ricerche fatte per Black Is King hanno coinvolto delle lezioni riguardanti la cultura ed il passato di varie nazioni africane; gli addetti ai lavori affermano infatti che il film è tacitamente diviso in capitoli, ciascuno dei quali è incentrato sulla cultura di uno dei tanti paesi africani (come la Nigeria e il Ghana, con cast e troupe di quella nazionalità reclutati per contribuire e girare le riprese in quei paesi.).

### Scenografia
La scenografia del progetto è stato studiato con l'inserimento di numerose opere provenienti dall'arte africana, alcune facenti parte della collezione privata della madre di Beyoncé, Tina Knowles-Lawson. Tra le opere inserite nei differenti cameo vi sono dipinti di Derrick Adams, Woodrow Nash, apparse in corrispondenza del brano Mood 4 Eva; le sculture Sunny Days di Ugo Rondinone, che simboleggiano la rinascita e il rinnovamento, sono state inserite nel video di Already per riflettere il motivo del «cerchio della vita» raccontato dal personaggio Mufasa; il motivo del cerchio viene ripreso anche dalla Hanging Hoop Chair di Lee Broom.
Le statue presenti sul set di Keys to the Kingdom, tra cui quella di una donna di colore con un bambino avvolto sulla schiena, avevano lo scopo di ispirare i giovani neri; il regista Ibra Ake ha affermato che: «Venendo dall'America, vedendo questa rappresentazione come una donna di colore, mi sono detto: questo è l'opposto di ciò che mi viene insegnato crescendo. Non si vedono rappresentazioni del genere o persone di colore onorate in questo modo nel resto del mondo occidentale, questa è la forza della madri africane». La regista Jenn Nkiru ha spiegato che sul set del video di Brown Skin Girl c'era «un'enorme presenza di vita», in particolare rappresentata dai molti fiori e piante, che supportano i temi della crescita e del nutrimento.
Hannah Beachler ha dipinto il set del segmento My Power di colore bianco per simboleggiare la trasformazione del lutto in festa e ha inserito un simbolo Asante Adinkra che manifesta il potere e l'unità tra le donne. La scenografa ha spiegato che la natura solenne del funerale non solo riflette il viaggio del protagonista del film, ma simboleggia anche il messaggio complessivo di Black Is King di «piangere ciò che eravamo per celebrare ciò che siamo». Il simbolo adinkra Bese Saka è stato posto sul pavimento della chiesa in cui si ambienta la scena, a significare potere, abbondanza e unità. Alla scenografia sono stati aggiunti archi alti 2 metri, larghi 3 metri e profondi 3 metri ricoperti da una stampa in bianco e nero, ispirati dal film di Alejandro Jodorowsky del 1973 La montagna sacra, portando.
Nel film è presente la bandiera afroamericana, opera creata da David Hammons del 1990 per rappresentare l'emarginazione degli artisti afroamericani e vista come simbolo della liberazione dei neri dalla schiavitù negli Stati Uniti d'America.

### Costumi e trucco

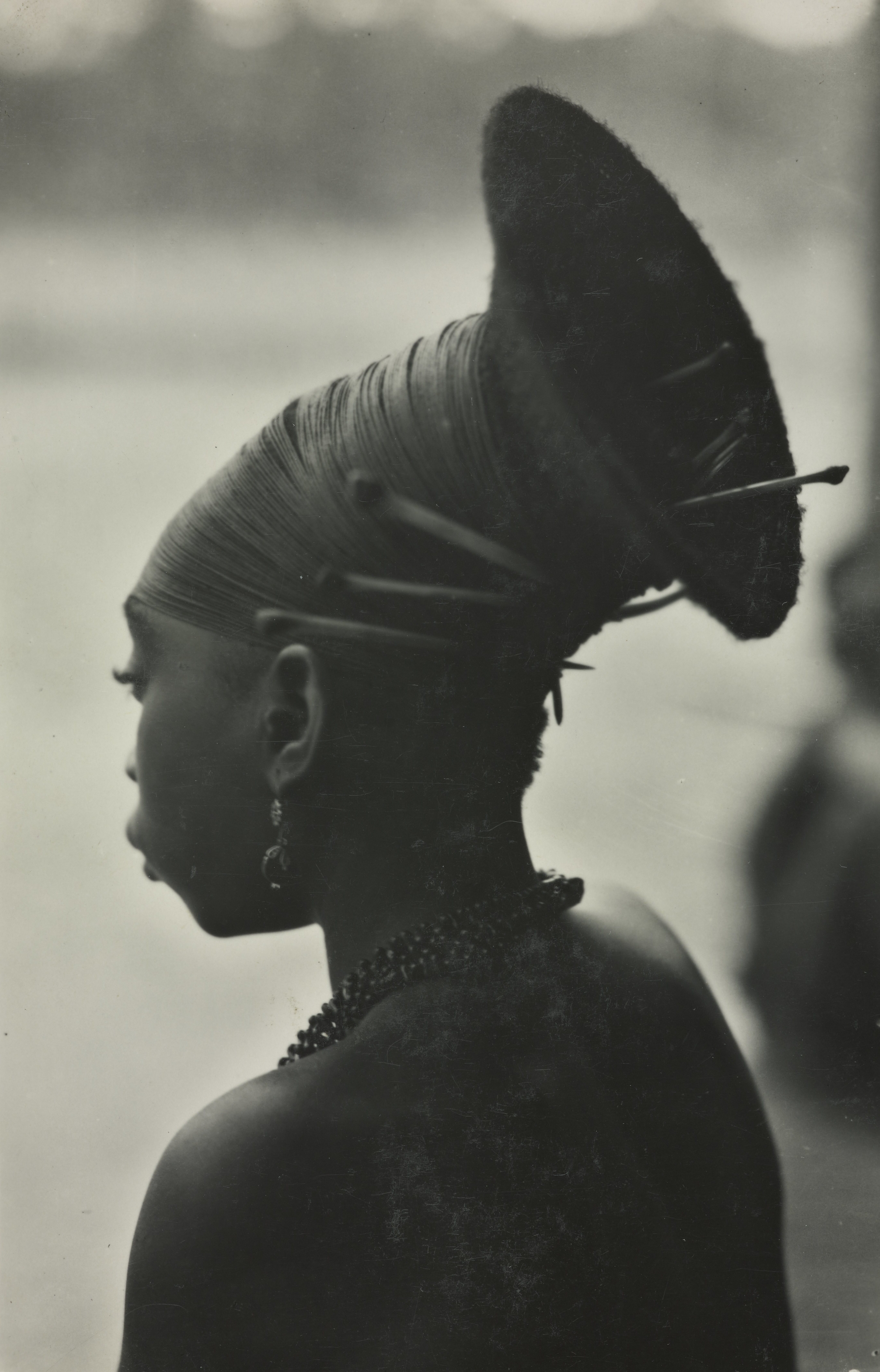
L'allungamento del cranio del popolo Mangbetu, a sinistra, ha ispirato l'acconciatura di Brown Skin Girl

Le acconciature di Black Is King sono state ispirate da varie acconciature tradizionali africane, selezionate dall'hairstylist Neal Farinah e Beyoncé, per offrire una visione della cultura africana con ogni stile. Una delle acconciature di Beyoncé in Already è ispirata alle teste cornute e al piattello labiale dei popoli Dinka e Mursi, che le indossano come simbolo di prestigio e onore. Un'altra delle acconciature dello stesso video utilizzava nodi bantu per rendere omaggio al popolo Zulu, con l'accostamento di un simbolo ankh al centro per simboleggiare la vita come nell'antica cultura egizia.
La corona di trecce di Beyoncé nel segmento Brown Skin Girl è stata ispirata dal popolo mangbetu del Congo orientale, la cui tecnica di allungamento del cranio rappresentava la regalità e lo status. Nello stesso video si può vedere un'altra acconciatura nota come «orisha bunmi», uno stile nigeriano indossato per eventi speciali. Una scena mostra delle donne che si ricoprono i capelli di argilla rossa, un riferimento al popolo Himba della Namibia e dell'Angola. Una parrucca intrecciata, indossata nel video dedicato al brano Water, è stata ispirata dalle donne del Ciad.

L'hairstylist Neal Farinah ha ricordato che una sera di un martedì Beyoncé gli ha mostrato pagine di immagini di riferimento di acconciature tradizionali africane che aveva passato il tempo a raccogliere, discutendo del progetto cinematografico. La cantante ha chiesto a Farinah che le acconciature fossero completate entro il venerdì, quindi Farinah chiese al suo manager di cercare sui social media i migliori parrucchieri africani e afroamericani e di inviarli al suo salone in mattinata. Il team ha trascorso più di 16 ore al giorno per 6 giorni per creare più di 40 parrucche. Farinah ha dichiarato in un'intervista a Essence:
(Neal Farinah)

### Riprese
Il film è stato filmato nel 2019 tra Sudafrica, Ghana, Nigeria, New York, Los Angeles, Belgio, Londra.

#### Africa
Il capitolo nigeriano è stato diretto dal regista Ibra Ake, con Dafe Obro e Meji Alabi come co-registi, presso il National Arts Theatre di Lagos. In Sudafrica le riprese si sono svolte presso il villaggio Zulu di Shakaland nel KwaZulu-Natal e la chiesa Ndebele della cittadina di Mapoch, set rispettivamente del villaggio della famiglia reale e della scena del matrimoni. Il Ponte City Apartments di Johannesburg è stato scelto come location per l'ascensione al cielo del re, in quanto l'edificio era un bastione dell'apartheid in Sudafrica.
Le riprese ghanesi si sono svolte tra il distretto metropolitano di Accra e le regioni orientali del paese, luoghi solitamente poco rappresentati nelle pubblicità turistiche del paese, tra cui la città natale del cantante Shatta Wale, Nima.
Il produttore responsabile dell'area, Sharifah Issaka, ha sottolineato che Beyoncé ha utilizzato tecnici ghanesi per la produzione e con parità salariale, a differenza della maggior parte delle troupe straniere che girano in Ghana, rendendo Black Is King «un modello per altri marchi che potrebbero essere interessati a creare contenuti o a impegnarsi nel continente per incoraggiarli a fornire opportunità ai talenti locali».

## Promozione
Black Is King è stato distribuito a livello globale il 31 luglio 2020 su Disney+. Poiché Disney+ non è ancora disponibile nei Paesi del continente africano, è stato stipulato un accordo di distribuzione con il canale televisivo dell'Africa centrale e occidentale Canal+ Afrique e con il canale M-Net del conglomerato mediatico sudafricano MultiChoice Group per proiettare il film in tutta l'Africa subsahariana il 1º agosto 2020. Inoltre, la rete televisiva emiratina OSN ha proiettato Black Is King in tutta la regione del Medio Oriente e del Nordafrica.  Al momento dell'uscita, Black Is King è salito direttamente al primo posto della classifica Disney+ dei film più visti per la settimana conclusasi il 2 agosto 2020, divenendo a fine anno tra i 15 film più visti in streaming a livello globale del 2020.

### Marketing
La notte del 27 giugno 2020, sul sito web di Beyoncé è stato pubblicato un trailer di Black Is King, primo annuncio ufficiale del film al pubblico, presentato in televisione il giorno dopo, il 28 giugno, a conclusione dei BET Awards, dopo il discorso di accettazione del BET Humanitarian Award da parte della cantante. Successivamente il trailer è stato reso disponibile sulle piattaforme appartenenti alla Parkwood Entertainment. Il 19 luglio 2020 è stato rilasciato un secondo trailer sul canale Vevo di Beyoncé.

## Musiche
Black Is King è basato sulle musiche dell'album di Beyoncé The Lion King: The Gift. La colonna sonora del film è stata composta da James William Blades, MeLo-X e Derek Dixie, mentre Beyoncé e Derek Dixie hanno svolto il ruolo di direttori musicali.
La colonna sonora contiene musica tradizionale africana, proveniente dai patrimoni orali e immateriali dell'umanità sanciti dall'UNESCO e pubblicata da Smithsonian Folkways. L'etnomusicologo e ex direttore associato della Smithsonian Folkways, Atesh Sonneborn, ha commentato che la scelta delle canzoni utilizzate è stata in particolare quella di ninne nanne e canzoni per bambini, dimostrando che Beyoncé stava cercando «di tornare alle sue origini africane». Sam Adams di Slate ha scritto che l'inclusione di questa selezione di musiche in Black Is King sottolinea il modo in cui la tradizione viene tramandata attraverso la scelta musicale dell'artista, sebbene ne sottolinei lo scopo di lucro che ne sottende. Sulla questione si è espresso anche Jon Pareles del The New York Times, scrivendo che l'uso delle registrazioni tradizionali africane come transizioni nel film rafforza il tema della «continuità tra il vecchio e il nuovo mondo della cantante».
In Black Is King è inclusa la canzone Mbube di Solomon Linda del 1939, adattata come The Lion Sleeps Tonight nell'originale de Il Re Leone, credito mai riconosciuto nel film originale, per cui ne il cantante, né i suoi discendenti, sono stati ricompensati finanziariamente. La piattaforma multimediale digitale dedicata alla cultura, alla musica e alla politica africana, OkayAfrica ha sottolineato che il riconoscimento da parte della cantante dei crediti di Linda abbia finalmente colmato le lotte dei famigliari per il suo riconoscimento, contro «l'estrazione, lo sfruttamento e l'appropriazione globale e secolare da parte dell'Occidente».

## Tematiche
Il film è stato associato come un'inversione delle tematiche rispetto ai progetti cinematografici che affrontano il tema della segregazione razziale e razzismo negli Stati Uniti d'America, come Via col vento, The Help, 12 anni schiavo e Il colore viola.

### Identità e diaspora africana
La trama del viaggio del principe alla scoperta di se stesso in Black Is King funge da allegoria per il viaggio della diaspora africana, in cui il progetto cinematografico funge da appello per reclamare la propria identità attraverso l'orgoglio nero (black pride). La storia di come il principe viene esiliato dalla sua patria in un mondo alieno agisce in parallelo alla storia di come gli africani sono stati deportati con la forza dal continente di origine e portati negli Stati Uniti d'America come schiavi, portando in seguito a una ricerca della propria identità culturale da parte del protagonista.
Beyoncé ha dichiarato che Black Is King mira a spostare «la percezione globale della parola 'nero' e a mostrare che il nero è regale e ricco di storia, di scopi e di lignaggio», cosa che viene realizzata nel film mostrando un'ampia varietà di stili musicali, danze, costumi, acconciature, ambientazioni e tradizioni africane. Attraverso il film, Beyoncé affronta la diaspora africana, ricercando la possibilità di connettersi con la propria eredità, celebrare la propria cultura e riconoscere la propria autostima.
La necessità per gli africani diasporici che lottano con la propria identità di acquisire consapevolezza di sé prima di affrontare l'oppressione è riecheggiata in un estratto di Uncle Sam, una poesia del 2013 dello studente Joshua Abah, pubblicata in Black Is King, che recita:
(Uncle Sam, Joshua Abah)

### Afrofuturism
Kinitra Brooks e Endowed Chair della Michigan State University, hanno descritto Black Is King come «una resa sonora e visiva della nericità afrofuturistica nel XXI secolo», riferendosi alla filosofia e all'estetica culturale che combina fantascienza, storia e fantasy per incoraggiare le persone di colore a recuperare il proprio patrimonio per creare il proprio futuro.
Maxine Montgomery, docente di inglese alla Florida State University, ha descritto l'influenza dell'afrofuturismo sul film, scrivendo: «I temi afrofuturisti che coinvolgono i viaggi nel tempo attraverso il cosmo, gli scontri culturali e gli incontri con la novità sollevano Black Is King dalla temporalità e collocano la produzione in un regno senza tempo che incoraggia un ripensamento del tempo, dello spazio e dell'identità stabiliti». Montgomery ha spiegato che Black Is King, attraverso i suoi riferimenti a «strutture vernacolari che implicano il futuro», sconvolge il «quadro critico ristretto» ortodosso impiegato da critici culturali come Mark Dery, concludendo che: «Le temporalità non convenzionali che compaiono nel film ci invitano ad abbandonare i modi ricevuti di vedere ed essere visti, per attraversare uno spazio sociale e psichico originale».
Il progetto è stato associato anche agli scritti di Octavia Butler's, del trattato Middle Passage, oltre che al movimento Black Lives Matter.

### Mascolinità nera, femminilità e comunità africana
Il co-regista Kwasi Fordjour ha spiegato come, nel corso della loro vita, gli uomini neri si trovino spesso ad affrontare ostacoli in cui devono «decidere come vogliamo navigare in questo mondo, il tipo di uomo che vogliamo essere». Black Is King affronta questo problema presentando una mascolinità nera incentrata sulla leadership, sulla comunità e sull'onore degli antenati. Fordjour ha commentato come una citazione di James Earl Jones nel film, spiegando: «Come uomini, sento che a volte camminiamo in questo mondo senza meta e a volte abbiamo solo bisogno di essere abbracciati».
Brooke Obie, scrivendo per Esquire, ha spiegato come la schiavitù e il colonialismo abbiano imposto agli uomini neri tradizioni religiose e sociali tossiche che «portano alla violenza contro le donne e le ragazze, alla queerfobia e alla distruzione di sé». Black Is King mostra quindi «come il mondo potrebbe prosperare quando gli uomini neri assumono la regalità», non basata sulle «idee suprematiste bianche di gerarchia, dominio e oppressione», ma che abbraccia invece una «via egualitaria africana» ed è «radicata nella gestione della comunità». Obie ha affermato che Black Is King è un progetto di decolonizzazione della mascolinità per gli uomini neri. Obie ha citato un passaggio letto da un uomo afroamericano nel film, scrivendo che «siamo stati condizionati a stare dentro una scatola. Siamo stati creati con l'immagine che gli uomini neri devono essere così. E io sento che siamo dei re. Dobbiamo assumerci la responsabilità di uscire dalle barriere in cui ci hanno messo, per la prossima generazione».
Sophia Ordaz di Slate ha osservato che, oltre al fatto che il messaggio del film è «che la regalità nera equivale a una virilità responsabile, la femminilità nera è altrettanto integrale». Ordaz sottolinea un passaggio parlato letto da un uomo nel film, che afferma: «Molte volte sono le donne che ci ricompongono. Gli uomini mi hanno insegnato alcune cose, ma le donne me ne hanno insegnate molte di più». Janell Hobson della rivista Ms. ha scritto che il video di Brown Skin Girl è «un promemoria di come lo sguardo collettivo delle donne nere l'una sull'altra, abbastanza potente da sfidare lo sguardo maschile», oltre che «un resoconto della comunità e della solidarietà delle donne per sostenersi a vicenda e far crescere le figlie verso la sicurezza di cui hanno bisogno per navigare in un mondo imperialista bianco ed eteropatriarcale».

## Accoglienza
Black is King ha ottenuto critiche perlopiù positive: secondo Rotten Tomatoes, il film ha ricevuto un apprezzamento del 95% sulla base di 56 recensioni, con un punteggio complessivo di 8,1 su 10. Su Metacritic, il film ha invece ottenuto il punteggio di 84 su 100 sulla base di 19 recensioni.

## Riconoscimenti
Le musiche e i videoclip tratti dal progetto hanno ottenuto numerosi premi e candidature alle principali premiazioni cinematografiche, musicali e televisivie.
Il progetto discografico da cui è tratto il film, The Lion King: The Gift, è stato candidato al Grammy Award al miglior album pop vocale e vinto il NAACP Image Award al miglior album colonna sonora o compilation.
Il primo singolo estratto dal progetto è stato Spirit, colonna sonora ufficiale del remake live action Il re leone, ha ottenuto il plauso della critica, venendo selezionato nella prima lista di brani canditati all'Oscar alla migliore canzone del 2020. Il brano è stato candidato nella corrispettiva categoria ai Golden Globe, Critics' Choice Awards, Satellite Award, ed ottenuto due candidature ai Grammy Award.
Il video tratto dal brano Brown Skin Girl, interpretato da Saint Jhn, Wizkid e Blue Ivy Carter, è stato elogiato dalla critica, venendo riconosciuto con numerosi premi e riconoscimenti, tra cui il Grammy Award al miglior videoclip, MTV Video Music Award alla miglior fotografia, il leone d'oro all'eccellenza in un video musicale a Festival internazionale della creatività Leoni di Cannes. Anche il video tratto dal segmento del brano Already ha ottenuto numerose candidature, venendo riconosciuto con l'UK Music Video Awards al miglior styling in un video.
Il singolo Black Parade, che appare come canzone dei titoli di coda del film, ha vinto il Grammy Award alla miglior interpretazione R&B, 28° Grammy vinto da Beyoncé, rendendola l'artista femminile più premiata e la seconda artista più premiata nella storia della premiazione.

### Lista di premi e candidature
- 2021 - Art Directors Guild Awards[8]
  - Miglior design di produzione per uno speciale di intrattenimento[84]
- 2021 - Black Reel Awards[85]
  - Candidatura al miglior documentario o speciale televisivo[86]
  - Candidatura alla migliore musica[87]
- 2021 - Bulletin Awards[88]
  - Miglior film
- 2021 - Grammy Awards[10]
  - Candidatura al miglior film musicale
- 2021 - MTV Movie & TV Awards[89]
  - Candidatura al miglior momento musicale dell'anno
- 2021 - MVPA Awards[90]
  - Candidatura al miglior video/speciale televisivo
- 2021 - NAACP Image Award[91]
  - Candidatura al migliore programma di varietà - serie o speciale
  - Candidatura alla miglior regia di un film o di uno speciale televisivo
  - Candidatura al miglior video musicale o album visivo
- 2021 - Primetime Emmy Awards[7]
  - Migliori costumi per un programma di varietà, saggistica o reality
- 2021 - Set Decorators Society of America Awards[9]
  - Miglior creazione di uno speciale di varietà nell'arredamento e design
- 2020 - UK Music Video Awards[82]
  - Candidatura al miglior film musicale